# ЖИ-1
ЖИ-1 (рос. ЖИ-1 и 2) — печера в Архангельській області, на Біломорсько-Кулойському плато європейської півночі Росії. Карстова печера горизонтального типу простягання. Загальна протяжність — 1115 м. Глибина печери становить 10 м. Категорія складності проходження ходів печери — 2А.